# طوبين
الطَّوْبِين (الجمع: طَوَابِين) أو الطُّوبِين أو الخُلْد الأورُبِّي أو آكل البق، يسمى في أغلب المصادر خطأً بالخُلْد (الجمع: خِلْدَان، أو مَنَاجِذ على غير لفظه) (بالإنجليزية: Mole)‏، حيوان صغير من الثدييات آكلة الحشرات والديدان وهو من الحيوانات مدرعة الأنف. حجمه صغير حيث يصل طوله إلى حوالي 14 سم، له رقبة قصيرة جدًا ورأس غائص بين كتفيه. أسنانه القوية، ويتميز بعينان أثاريتان بالغتان في الصغر مغطاة بطبقة من الجلد." ويوجد على الأرجل الأمامية أصابع تحمل مخالب قوية ومتحدة بها غشاء من أجل الحفر، يبلغ طول المخالب حوالي 4 سنتيمترات، ولديه ابهاميين اضافيين. يعد الطوبين من الحيوانات الضارة لنشاطات الإنسان المختلفة خاصة الزراعية، حيث يحفر أنفاق تؤثر على جذور النباتات التي يزرعها الإنسان. بالرغم من ضرره الثانوي إلا أنه لا يأكل جذور النباتات، بل يتغذى على الديدان والرخويات والمخلوقات الصغيرة الأخرى التي من الممكن أن تتغذى على جذور النبات.
يتكاثر الطوبين في الربيع حيث يضع جراءه في الجحر الذي يحفره لسكنه ويمتاز هذا الجحر بالعديد من المخارج والمداخل من خلال الأنفاق التي يحفرها. يعد الإنسان عدو لهذا الحيوان الصغير للحصول على جلده الثمين.

## غذاء
يتناول الطوبين كميات من الحشرات والديدان التي يحصل عليها عن طريق حفر التربة، عندما تقع الديدان في الأنقال والحفر التي يصنع الطوبين يستشعرها ويبدأ الصيد، بشكل يشبه المصيدة لطعامه. يحتوي لعاب الطوبين على مادة سامة تشل الديدان، مما يمكن للطوبين أن يخزن طعامه شبه الحي لوقت لاحق. يصنع الطوبين شيء يشبه المخزن لهذا الغرض، حيث اكتشف الباحثون بأن هذه المخازن يوجد فيها الاف الديدان، قبل أن يأكل الطوبين الديدان يعصرها بين يديه ليستخرج التراب منها.
يمكن للطوبين النجمي الخطم تحديد والتقاط وأكل الطعام بسرعة أكبر من تحرك عين الإنسان.

## التكاثر
يختلف موسم التكاثر بحسب نوع الطوبين، ولكن في العادة يكون فصل الربيع من فبراير وحتى مايو هو فصل التكاثر، يبحث الذكور عن الإناث من خلال إصدار أصوات عالية تشبه الصرير والحفر في مناطق جديدة. مدة الحمل للطوبين الشرقي (شمال أفريقيا) حوالي 42 يوماً. يولد حوالي ثلاثة إلى خمسة جراء، غالبا في مارس وأول أبريل.

## الملاحظات
1. ↑  تطلق الكثير من المراجع اسم "الخُلْد" على هذا الحيوان الآكل للحشرات من غير تحقق، وهذا الحيوان لا وجود له في البلدان العربية، الخُلْد في الحقيقة هو أي حيوان من فُصَيِّلة المناجذ (Spalacinae)، وهو من القوارض التي تعيش في بلاد الشام وفي مصر وفي شرق أوروبا.

## وصلات إضافية
- UK Government DEFRA paper on control the European mole
- British Traditional Molecatchers Register